# Trono del Pavo real
El Trono del Pavo real, llamado Tajt-e-Tâvús (persa: تخت طاووس) en persa, es el nombre de un trono originalmente del Imperio Mogol de la India, luego usado para describir los tronos de los emperadores persas desde Nader Shah Afsharí hasta Mohammad Reza Shah Pahlaví. El trono de los mogoles es llamado Trono del Pavorreal en su traducción al hindi.

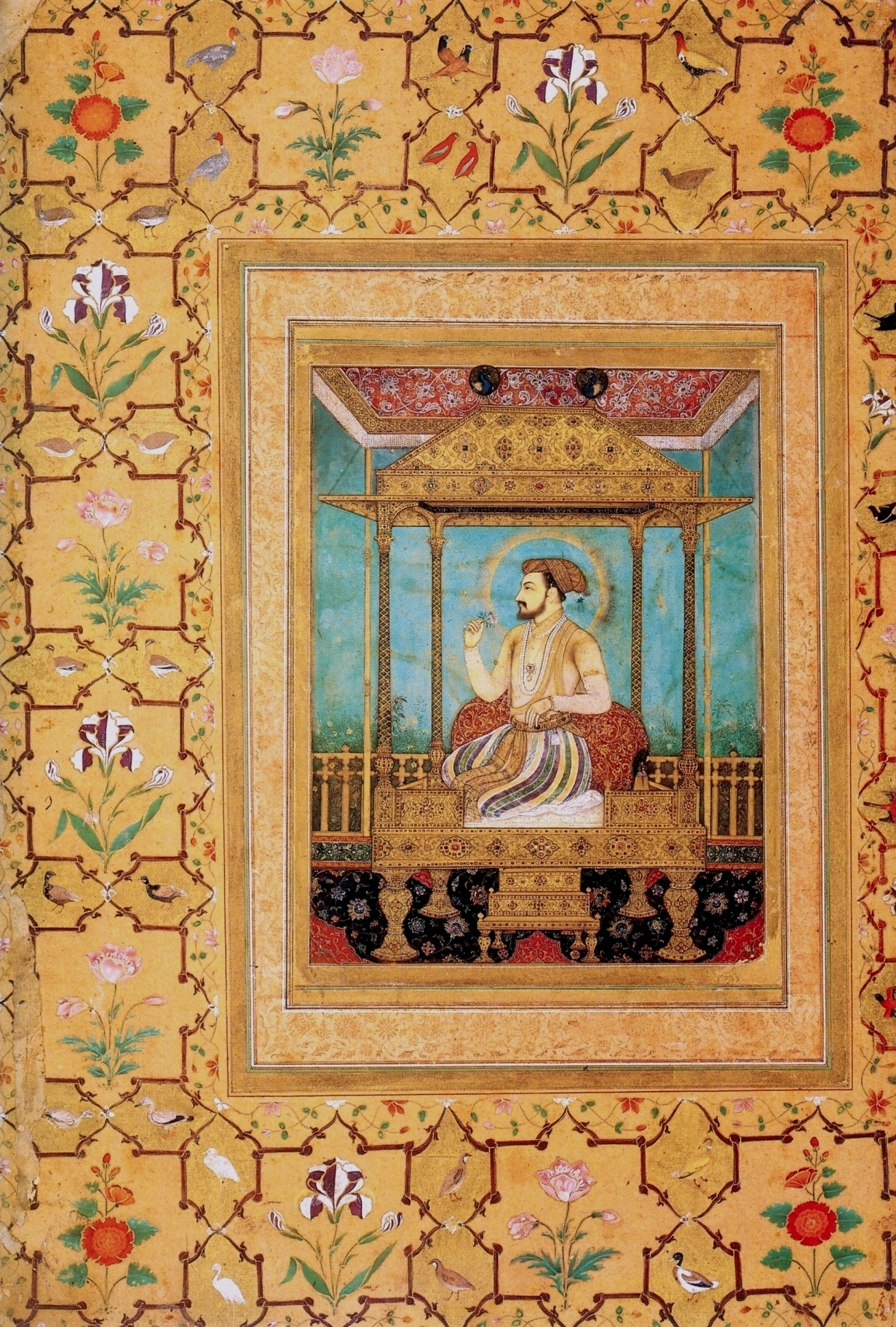
Sah Jahan sentado en el Trono del Pavo Real.

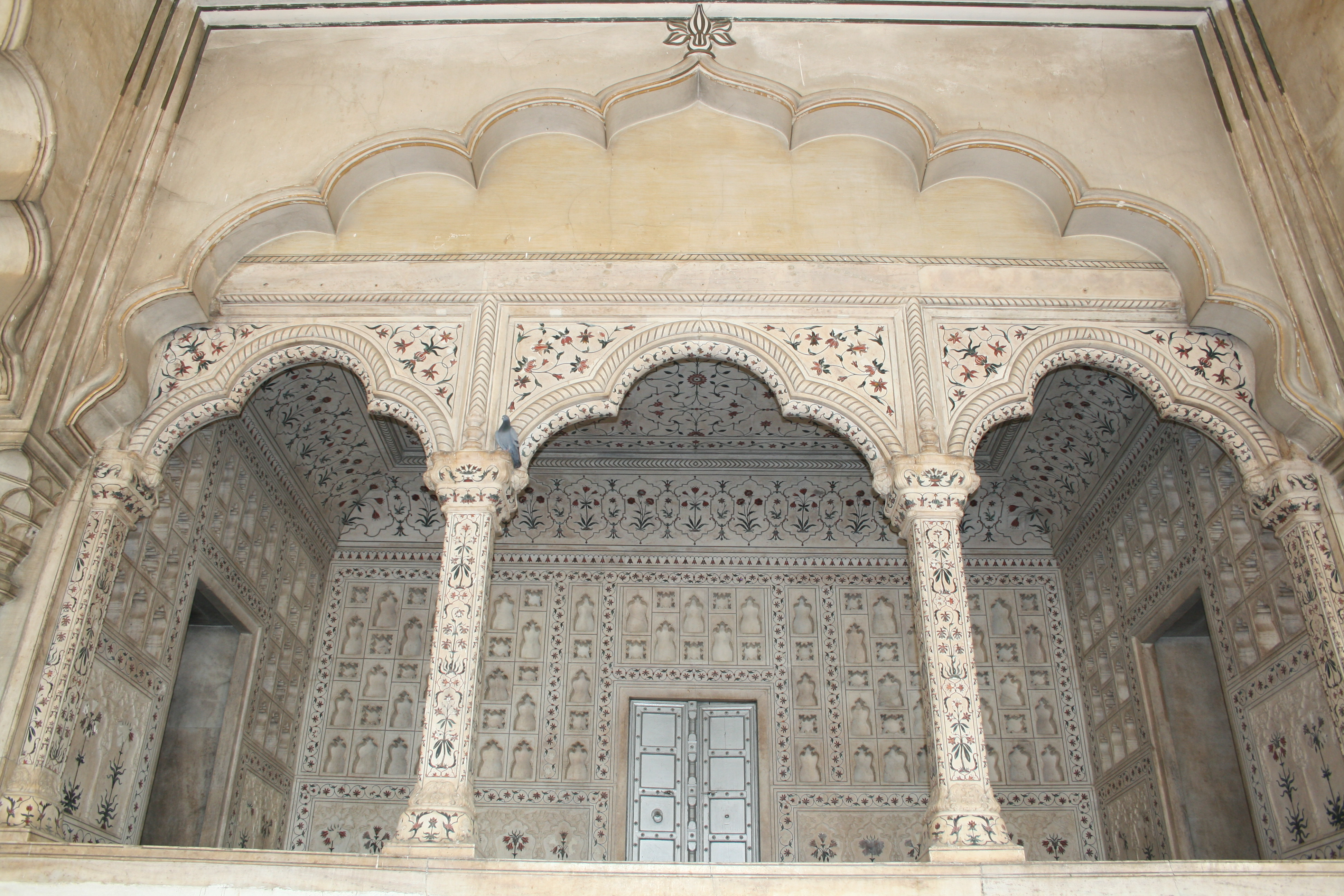
Lugar dentro del Salón de Audiencias Públicas (Diwan-i-Am) del Fuerte de Agra, India, donde se albergaba al Trono del Pavorreal original. Ahora el Fuerte de Agra es uno de los sitios del Patrimonio Mundial de la Humanidad en la India.

## Historia
Su nombre proviene de la forma del trono, que tenía las figuras de dos pavos reales parados en su parte superior, con sus colas se expandidas y cubiertas de zafiros, rubíes, esmeraldas, perlas y otras piedras preciosas de colores apropiados para representarlos en vida. Fue creado para el emperador mogol de la India Badshah Shah Jahan en el siglo XVII, y se encontraba en el Diwan-i-Am, su sala de audiencias públicas en Delhi, su fabricación demoró siete años. El Shah Jahan hizo colocar el famoso diamante Koh-i-Noor en este trono.
El joyero francés Tavernier, quien estuvo en Delhi en 1665, describió el trono como de la forma de una cama (una " tajté" o plataforma), de 1,8 m × 1,2 m, apoyado sobre cuatro patas de oro, de 50 cm a 62,5 cm de alto, sobre cuyas barras se elevaban doce columnas para sostener el dosel, Las barras estaban decoradas con cruces de rubíes y esmeraldas, y también con diamantes y perlas. En total existían 108 grandes rubíes en el trono, y 116 esmeraldas, pero muchas de estas últimas tenían defectos. Las doce columnas que apoyaban el dosel estaban decoradas con hileras de espléndidas perlas, y Tavernier consideró que ésta era la parte más valiosa del trono. 
Según un artículo aparecido en The Tribune (India),
"...Se ordenó, por lo tanto, en adición a las joyas del tesoro imperial, rubíes, granates, diamantes, ricas perlas y esmeraldas con un peso total 230 kg debían ser presentadas a Bebadal Jan, el superintendente del departamento de orfebrería. Debieron dársele también 1150 kg de oro puro... El trono debió ser de 2,74 metros, 2,28 metros de ancho y 4,59 metros de alto y debió ser adornado con las joyas arriba mencionadas. El exterior del dosel debió ser de trabajo de esmaltes con gemas ocasionales, el interior debió ser adornado densamente con rubíes, granates y otras joyas, y debió ser apoyado sobre 12 columnas de esmeraldas. En el tope de los dos pilares debieron estar dos pavos reales, densamente adornados con gemas y perlas y entre los pavos reales un árbol adornado con rubíes y diamantes, esmeraldas y perlas. El ascenso debió consistir de tres escalones adornados con joyas de brillantes finos". De los 11 nichos enjoyados que se formaban a su alrededor para cojines, el del medio estaba destinado al asiento del emperador. Entre los diamantes históricos que lo decoraban estaba el famoso Kohinoor (186 kilates), el Akbar Shah (95 kilates), el Shah (88.77 kilates), el Jehangir (83 kilates), y el segundo más grande rubí espinela en el mundo — el rubí Timur (283 kilates).
Un poema de 20 estrofas del laureado poeta mogol Qudsi, alabando al emperador en letras de esmeraldas fue embebido en el trono. El 12 de marzo de 1635, el emperador Shah Jahan ascendió por primera vez al recién concluido Trono del Pavorreal. El joyero y viajero francés, Jean Baptiste Tavernier, quien tuvo la oportunidad de examinar el trono bien de cerca, confirma la descripción del cronista de la corte... Su emplazamiento en las dos fortalezas-palacios de Delhi y Agra fue usualmente en la Sala de Audiencia Privada conocida como Diwan-e Jas, aunque se mantenía en la Sala de Audiencia Pública conocida como Diwan-I-Am cuando se esperaban audiencias mayores.
Nader Shah, de Persia, invadió el Imperio Mogol en 1738, y regresó a su patria en 1739 con el Trono del Pavorreal original así como muchos otros tesoros del emperador mogol Muhammad Shah. Luego que Nader Shah fuera asesinado en 1747, el Trono del Pavorreal original fue destruido en el caos que sobrevino. Sin embargo, los tronos iraníes posteriores fueron denominados también como Trono del Pavorreal, aunque parecían sillas en vez de plataformas. Un ejemplo de tales tronos es el trono Naderi, construido en 1812 para Fath Ali Shah Qajar. Otro trono iraní, construido en 1836 para Mohammad Shah Qajar, fue llamado también Trono del Pavorreal.

## Teorías revisionistas
Grupos hindúes nacionalistas han considerado que el Trono del Pavorreal fue originalmente un tipo de trono hindú, usurpado por la dinastía mogol posterior. Ellos consideran que dado que los islámicos prohíben cualquier representación de criaturas vivientes, incluidos los pavorreales, el trono no puede haber sido de origen islámico. Los grupos hindutva han hecho planteamientos similares, en oposición a los historiadores prevalecientes, sobre otras cosas de la India mogol y musulmana como el Taj Mahal, también construido durante el reinado de Shah Jahan.
Este planteamiento sobre el Trono del Pavorreal es dudoso porque los emperadores mogoles de la India no seguían un islam puritano salvo Aurangzeb, el hijo del Shah Jahan. La mayoría de las otras sectas y denominaciones del Islam son indulgentes sobre la representación de plantas, aves, animales y humanos, exceptuando por supuesto a Dios y, en menor medida, a Mahoma. De hecho, casi todos los emperadores mogoles se hacían retratar por los pintores de la corte.